# Desa Maribaya (administrativ by i Indonesien, lat -7,28, long 109,41)
Desa Maribaya är en administrativ by i Indonesien.   Den ligger i provinsen Jawa Tengah, i den västra delen av landet, 300 km öster om huvudstaden Jakarta.